# Kanizsamonostor
Kanizsamonostor (szerbül Банатски Моноштор / Banatski Monoštor) település Szerbiában, a Vajdaságban, az Észak-bánsági körzetben, Csóka községben. Közigazgatásilag nem önálló település, hanem a feketetói Helyi Közösséghez tartozik. A trianoni békeszerződés előtt Torontál vármegye Törökkanizsai járásához tartozott.

## Fekvése
Nagykikindától északra, Csókától keletre, az Aranka folyó közelében, Feketetó, Egyházaskér és Mokrin közt fekvő település.

## Története
Kanizsamonostor (Kanizsa monostora), a Csanád nemzetség monostora volt, mely már a tatárjárás előtt fennállt.
1247-ben a Csanád nemzetségbeli Kelemen fia Pongrác ispánnak telke volt itt.
A területet 1256-ban Kelemen és Waffa utódai két részre osztották a hozzá tartozó falukkal együtt.
1274-ben részben a Makófalviak őseié volt, 1337-ben pedig déli része a Makófalviaké, az északi rész pedig a Telegdieké lett.
1337-ben a nemzetségi monostort a Makófalviak és a Telegdiek közösen használták.
Egy ekkor tett megállapodás alapján, ha a nagy út egyik oldalán  falut vagy jobbágyokat telepít, az út másik oldalán a másik fél szintén telepíthet.

## Népesség

### Demográfiai változások
| 1948 | 1953 | 1961 | 1971 | 1981 | 1991 | 2002 | 2011          |
| ---- | ---- | ---- | ---- | ---- | ---- | ---- | ------------- |
| 460  | 476  | 352  | 273  | 202  | 152  | 135  | 135 fő (2002) |